# Rhabditis (Pellioditis) bengalensis
Rhabditis (Pellioditis) bengalensis is een rondwormensoort uit de familie van de Rhabditidae.